# EM i curling 1979
Europamesterskabet i curling 1979 for herre- og kvindehold var det femte EM i curling. Mesterskabet blev arrangeret af European Curling Federation, og turneringen blev afviklet i Palaghiaccio i Varese, Italien i perioden 18. – 24. november 1979.
Mændenes mesterskab havde deltagelse af elleve hold, hvilket var ny deltagerrekord. Wales stillede for første gang med et herrehold til EM. Kvindeturneringen havde ligesom året før deltagelse af ni hold.

## Mænd
De elleve hold mødtes alle-mod-alle (round robin-kampe), hvilket gav ti kampe til hvert hold. Som noget nyt i forhold til året før var slutspillet udvidet til at omfatte fire hold. De fire bedste hold fra grundspillet gik videre til semifinalerne, hvor holdene spillede om to pladser i EM-finalen om guld og sølv, mens taberne af semifinalerne begge blev tildelt bronzemedaljer.
Skotlands hold fra Hamilton & Thornyhill Curling Club med Jim Waddell vandt europamesterskabet ved at besejre Sverige i finalen med 8-7. Holdet blev ellers "kun" nr. 3 i grundspillet men formåede at besejre Italien med 7-4 i semifinalen og sidenhen altså Sverige i finalen. Det var Skotlands første EM-titel for mænd. Sølvmedaljerne gik som nævnt til de forsvarende sølvvindere fra Sverige, mens bronzemedaljerne gik til Italien, som dermed vandt EM-medaljer for første gang, og Norge. De forsvarende europamestre fra Schweiz endte på femtepladsen.
Danmark blev repræsenteret af et hold fra Hvidovre Curling Club bestående af Per Berg, Gert Larsen, Jan Hansen og Michael Harry. Holdet sluttede på sjettepladsen efter fem sejre og fem nederlag i grundspillet.

### Round robin
| Draw        | Kamp                   | Res. | Kamp                   | Res. | Kamp                    | Res. | Kamp                   | Res. | Kamp                    | Res. |
| ----------- | ---------------------- | ---- | ---------------------- | ---- | ----------------------- | ---- | ---------------------- | ---- | ----------------------- | ---- |
| 1           | Italien - Holland      | 14-2 | Schweiz - Vesttyskland | 8-4  | Norge - England         | 14-4 | Sverige - Skotland     | 7-5  | Frankrig - Danmark      | 8-6  |
| 2           | Sverige - Schweiz      | 8-6  | Italien - England      | 7-4  | Vesttyskland - Danmark  | 9-1  | Frankrig - Wales       | 19-3 | Norge - Skotland        | 7-5  |
| 3           | Danmark - England      | 9-7  | Frankrig - Sverige     | 7-4  | Italien - Wales         | 16-3 | Norge - Vesttyskland   | 7-6  | Schweiz - Holland       | 10-4 |
| 4           | Norge - Wales          | 15-2 | Skotland - Holland     | 13-5 | Schweiz - Frankrig      | 10-3 | Danmark - Italien      | 8-2  | Sverige - England       | 11-5 |
| 5           | Skotland - Frankrig    | 7-5  | Danmark - Norge        | 6-3  | Sverige - Holland       | 12-3 | Wales - England        | 10-9 | Italien - Vesttyskland  | 11-4 |
| 6           | Vesttyskland - Sverige | 8-6  | Schweiz - Wales        | 8-2  | Italien - Skotland      | 6-5  | Norge - Holland        | 13-6 | Frankrig - England      | 9-3  |
| 7           | Italien - Frankrig     | 10-4 | England - Vesttyskland | 9-6  | Sverige - Danmark       | 8-7  | Skotland - Schweiz     | 9-4  | Wales - Holland         | 8-7  |
| 8           | Vesttyskland - Wales   | 9-4  | Skotland - Danmark     | 9-7  | Holland - Frankrig      | 9-7  | Sverige - Italien      | 6-5  | Schweiz - Norge         | 5-4  |
| 9           | England - Holland      | 15-1 | Sverige - Wales        | 9-3  | Italien - Norge         | 6-5  | Danmark - Schweiz      | 3-2  | Skotland - Vesttyskland | 9-6  |
| 10          | Italien - Schweiz      | 3-2  | Norge - Frankrig       | 9-2  | Skotland - England      | 7-5  | Holland - Vesttyskland | 11-4 | Wales - Danmark         | 9-6  |
| 11          | Skotland - Wales       | 14-1 | Danmark - Holland      | 10-4 | Vesttyskland - Frankrig | 9-4  | Schweiz - England      | 11-5 | Sverige - Norge         | 9-5  |
| Tie-breaker |                        |      |                        |      |                         |      |                        |      |                         |      |
| 12          | Norge - Schweiz        | 11-5 |                        |      |                         |      |                        |      |                         |      |

| Plac. | Hold         | Vundne | Tabte |
| ----- | ------------ | ------ | ----- |
| 1.    | Sverige      | 8      | 2     |
| 2.    | Italien      | 8      | 2     |
| 3.    | Skotland     | 7      | 3     |
| 4.    | Norge        | 6      | 4     |
| 5.    | Schweiz      | 6      | 4     |
| 6.    | Danmark      | 5      | 5     |
| 7.    | Vesttyskland | 4      | 6     |
| 8.    | Frankrig     | 4      | 6     |
| 9.    | Wales        | 3      | 7     |
| 10.   | England      | 2      | 8     |
| 11.   | Holland      | 2      | 8     |

### Semifinaler og finale
| Dato        | Kamp               | Res.        |
| Semifinaler | Semifinaler        | Semifinaler |
| ----------- | ------------------ | ----------- |
| ?           | Skotland - Italien | 7-4         |
| ?           | Sverige - Norge    | 8-7         |
| Finale      |                    |             |
| 24.11.      | Skotland - Sverige | 8-7         |

### Samlet rangering
| Plac.  | Hold         | 4 (skip)           | 3                | 2                 | 1                  |
| ------ | ------------ | ------------------ | ---------------- | ----------------- | ------------------ |
| Guld   | Skotland     | Jim Waddell        | Willie Frame     | Jim Forrest       | George Bryan       |
| Sølv   | Sverige      | Jan Ullsten        | Anders Thidholm  | Anders Nilsson    | Hans Söderström    |
| Bronze | Italien      | Giuseppe dal Molin | Andrea Pavani    | Giancarlo Valt    | Enea Pavani        |
| Bronze | Norge        | Kristian Sørum     | Eigil Ramsfjell  | Gunnar Meland     | Harald Ramsfjell   |
| 5.     | Schweiz      | Karl Grossman      | Hans Peter Nauer | Willi Bless       | Heinz Meierhofer   |
| 6.     | Danmark      | Per Berg           | Gert Larsen      | Jan Hansen        | Michael Harry      |
| 7.     | Vesttyskland | Keith Wendorf      | Balint von Bery  | Heino von Léstocq | P. Fischer-Weppler |
| 8.     | Frankrig     | Daniel Paris       | Serge Ferracani  | Joel Vantadour    | Antonio Barca      |
| 9.     | Wales        | John Stone         | David Humphreys  | Gordon Vickers    | Peter Hodgkinson   |
| 10.    | England      | Tony Atherton      | Frank Kershaw    | Tony Fraser       | John Kerr          |
| 11.    | Holland      | Eric Harmsen       | Robert Harmsen   | Otto Veening      | Wim Neeleman       |

## Kvinder
De ni hold mødtes alle-mod-alle (round robin-kampe), hvilket gav otte kampe til hvert hold. Vinderen af round robin-kampene gik direkte i EM-finalen, mens nr. 2 og 3 spillede semifinale om den anden finaleplads.
Schweiz' hold fra Basel-Albeina Curling Club med Gaby Casanova som kaptajn vandt for første gang EM-titlen for kvinder ved at besejre de tredobbelte europamestre fra Sverige med 9-7 i finalen. De schweiziske kvinder fik dermed revanche for nederlagene i finalen til svenskerne de to foregående år. Bronzemedaljerne gik for fjerde år i træk til Skotland, som i semifinalen tabte 3-5 til Schweiz.
Danmark blev repræsenteret af et hold bestående af Birgitte Jacobsen, Jytte Berg, Karen Eriksen og Karina Blach. Holdet opnåede en syvendeplads efter tre sejre og fem nederlag i round robin-kampene.

### Round robin
| Draw | Kamp                   | Res.  | Kamp                    | Res.  | Kamp                   | Res. | Kamp                   | Res. |
| ---- | ---------------------- | ----- | ----------------------- | ----- | ---------------------- | ---- | ---------------------- | ---- |
| 1    | Frankrig - Norge       | 15-12 | Schweiz - Danmark       | 14-3  | Sverige - Vesttyskland | 15-4 | Skotland - England     | 11-5 |
| 2    | Sverige - Schweiz      | 7-5   | Skotland - Vesttyskland | 11-7  | Danmark - Frankrig     | 8-7  | Italien - Norge        | 7-3  |
| 3    | England - Italien      | 9-4   | Schweiz - Skotland      | 13-6  | Danmark - Norge        | 9-5  | Sverige - Frankrig     | 13-7 |
| 4    | Italien - Vesttyskland | 9-5   | Sverige - Norge         | 7-5   | Frankrig - Schweiz     | 11-4 | Danmark - England      | 8-6  |
| 5    | Skotland - Danmark     | 12-8  | Norge - England         | 15-1  | Sverige - Italien      | 11-5 | Schweiz - Vesttyskland | 9-8  |
| 6    | Sverige - England      | 10-4  | Skotland - Frankrig     | 10-3  | Italien - Danmark      | 7-4  | Norge - Vesttyskland   | 10-6 |
| 7    | Sverige - Danmark      | 14-1  | Vesttyskland - Frankrig | 10-4  | Schweiz - England      | 13-3 | Skotland - Italien     | 19-3 |
| 8    | Schweiz - Norge        | 12-1  | Frankrig - Italien      | 11-10 | Sverige - Skotland     | 5-3  | Vesttyskland - England | 12-6 |
| 9    | Frankrig - England     | 12-4  | Schweiz - Italien       | 7-3   | Vesttyskland - Danmark | 11-5 | Skotland - Norge       | 12-8 |

| Plac. | Hold         | Vundne | Tabte |
| ----- | ------------ | ------ | ----- |
| 1.    | Sverige      | 8      | 0     |
| 2.    | Schweiz      | 6      | 2     |
| 3.    | Skotland     | 6      | 2     |
| 4.    | Frankrig     | 4      | 4     |
| 5.    | Italien      | 3      | 5     |
| 6.    | Vesttyskland | 3      | 5     |
| 7.    | Danmark      | 3      | 5     |
| 8.    | Norge        | 2      | 6     |
| 9.    | England      | 1      | 7     |

### Semifinale og finale
| Dato       | Kamp               | Res.       |
| Semifinale | Semifinale         | Semifinale |
| ---------- | ------------------ | ---------- |
| ?          | Schweiz - Skotland | 5-3        |
| Finale     |                    |            |
| 9.12.      | Schweiz - Sverige  | 9-7        |

### Samlet rangering
| Plac.  | Hold         | 4 (skip)            | 3                 | 2                  | 1               |
| ------ | ------------ | ------------------- | ----------------- | ------------------ | --------------- |
| Guld   | Schweiz      | Gaby Casanova       | Betty Bourquin    | Linda Thommen      | Rosy Manger     |
| Sølv   | Sverige      | Birgitta Törn       | Katarina Hultling | S. Gynning-Ödlund  | Gunilla Bergman |
| Bronze | Skotland     | Beth Lindsay        | Anne McKellar     | Jeannette Johnston | May Taylor      |
| 4.     | Frankrig     | Huguette Jullien    | Suzanne Parodi    | Paulette Delachat  | Erna Gay        |
| 5.     | Italien      | Maria G. Costantini | Tea Valt          | Ann Lacedelli      | Marina Pavani   |
| 6.     | Vesttyskland | Susi Kiesel         | Gisela Lünz       | Hildegard Meier    | Trudi Benzing   |
| 7.     | Danmark      | Birgitte Jacobsen   | Jytte Berg        | Karen Eriksen      | Karina Blach    |
| 8.     | Norge        | Ellen Githmark      | Trine Trulsen     | Ingvill Githmark   | Kirsten Vaule   |
| 9.     | England      | Jeanette Forrest    | Ena Logan         | Dorothy Shell      | Mary Aitchison  |